# Saccarosio
Il saccarosio, comunemente chiamato zucchero, è un composto organico della famiglia dei glucidi disaccaridi, in quanto la sua molecola è costituita da due monosaccaridi: glucosio e fruttosio.
A temperatura ambiente e pressione atmosferica si presenta in forma solida (cristalli) o disciolto in soluzione. Lo si trova largamente in natura, nella frutta (assieme a glucosio e fruttosio, in proporzioni variabili) e, in piccola quantità, nel miele (in percentuale decisamente più bassa rispetto al fruttosio e glucosio); si estrae dalle piante della barbabietola da zucchero, soprattutto in Europa, e dalla canna da zucchero nel resto del mondo.
Il saccarosio estratto si utilizza nell'industria alimentare, specialmente dolciaria e pasticciera. Lo zucchero comunemente usato in Europa, raffinato quasi completamente, viene chiamato zucchero bianco (o zucchero da tavola, o zucchero da cucina), mentre quello che contiene melassa è detto zucchero bruno.
Il saccarosio è uno dei fattori di rischio più pericolosi per la salute dei denti, perché  i batteri che provocano la carie lo scompongono in fruttosio e glucosio, legando quest'ultimo in lunghe catene di glucano che formano un biofilm appiccicoso e quindi difficile da rimuovere. Il saccarosio è l'unico zucchero alimentare che può essere convertito in queste catene.
Oltre all'uso alimentare, che rappresenta la maggior parte del mercato del saccarosio, viene adoperato sotto forma di melassa nell'ambito della biotecnologia, come substrato per la sintesi di etanolo, acido citrico, amidi, amminoacidi, enzimi e antibiotici. In Brasile con il sugo dello zucchero di canna si produce il bioetanolo, utilizzato come combustibile (puro o in miscela con benzina).

## Storia

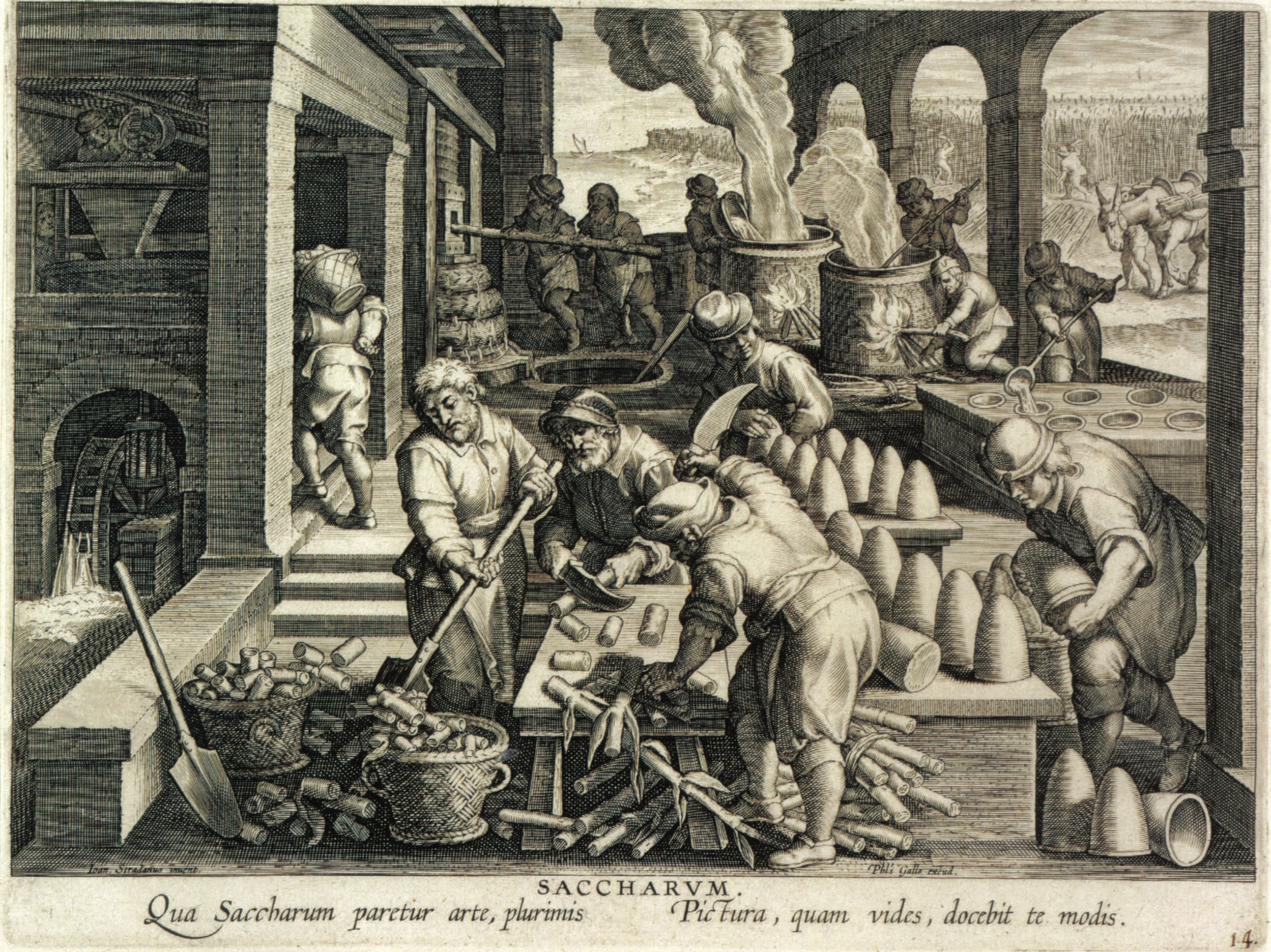
La fabbricazione dello zucchero (1600 circa).

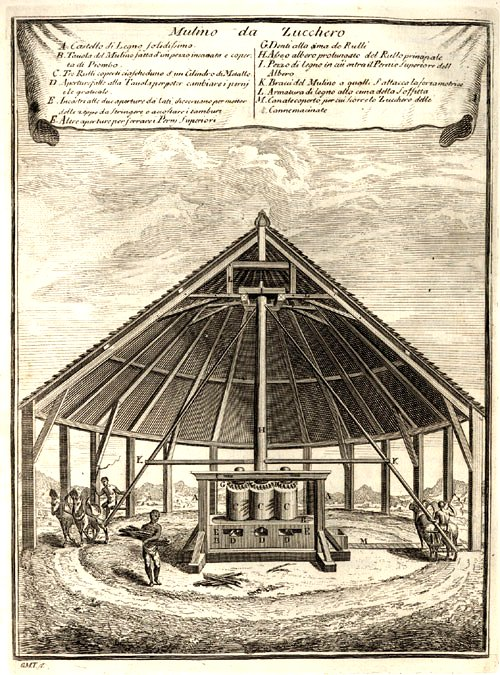
Mulino da zucchero (XVIII secolo).

Già nel 5000 a.C. si produceva un succo zuccherino attraverso la bollitura e spremitura della canna da zucchero, originaria della Papua Nuova Guinea, che pare sia stata esportata dai polinesiani col nome di poba dapprima in Cina e in India, quindi in Australia. Altre tracce storiche di tale lavorazione vi sono anche nell'America Latina attorno al X secolo a.C.
I persiani di Dario I nel 510 a.C. trovarono un vegetale dal quale si ricavava uno "sciroppo denso e dolcissimo". Fatto asciugare su larghe foglie, esso generava cristalli dalla lunga durata e dalle spiccate proprietà energetiche. Si cominciò a coltivarlo in tutto il Medio Oriente.
Nel 325 a.C. Alessandro Magno portò la notizia che nei territori orientali si trovava un «... miele che non aveva bisogno di api». Furono però gli arabi, presso cui la canna da zucchero era già in uso nel VI secolo, che ne estesero la coltivazione. Si diffuse presto nell'Estremo Oriente, venne importata in Sicilia ed in Spagna dagli arabi nel IX secolo. Lo scrittore arabo Ibn Ankal scriveva: «Lungo la spiaggia, nei dintorni di Palermo, cresce vigorosamente la canna di Persia e copre interamente il suolo; da essa il sugo si estrae per pressione.»
Nell'XI secolo i genovesi ed i veneziani presero ad importare ciò che veniva chiamato "sale arabo", che le crociate resero ancora più diffuso. Nel corso del XIII secolo Federico II di Svevia fece coltivare la canna da zucchero in Sicilia (ov'era già stata introdotta dagli arabi); da allora l'uso dello zucchero si diffuse rapidamente non soltanto nelle città costiere, ma anche nell'entroterra, come attestato dai manufatti e strumenti destinati alla raffinazione rinvenuti al castello di Ariano.
Con la scoperta dell'America, gli spagnoli introdussero la coltivazione della canna da zucchero sia a Cuba sia in Messico, i portoghesi in Brasile, gli inglesi e i francesi nelle Antille, in quei territori cioè dell'America centrale e meridionale che ancora oggi ne sono tra i maggiori produttori. Poiché lo zucchero delle Americhe era migliore e meno costoso, le coltivazioni spagnole ed italiane scomparvero, insieme al commercio con territori arabi. Nacque un fiorente traffico d'importazione, che rese il prodotto, per quanto di lusso, più comune. Questo diede una notevole spinta alla tecnica culinaria, permettendo la nascita della pasticceria europea come arte autonoma, anche grazie al connubio tra zucchero e cacao, latte e caffè.
Nel 1575 l'agronomo francese Olivier de Serres osservò che la barbabietola (Beta vulgaris), un ortaggio comunissimo ed ampiamente coltivato, prevalentemente ad uso foraggio, una volta cotta produce uno sciroppo simile a quello della canna da zucchero, molto dolce. L'osservazione rimase tuttavia lettera morta, e lo zucchero di canna rimase l'unico disponibile ancora per molto tempo. Nel giro di un secolo, tra il 1640 ed il 1750, il consumo triplicò, incentivando anche il fenomeno della tratta degli schiavi dall'Africa, che venivano catturati e deportati per lavorare nelle piantagioni di canna da zucchero.
Con l'ascesa di Napoleone si intensificarono i contrasti tra Francia e Inghilterra, che portarono a un blocco delle importazioni inglesi (decreto di Berlino, 1806). Lo zucchero di canna, che giungeva in Europa via mare, presto sparì dai negozi, poiché gli inglesi reagirono sequestrando le navi dirette a porti francesi o dei loro alleati aderenti al blocco (in un secondo tempo si "limitarono" a costringere queste navi a passare da porti inglesi e pagare una forte tassa sul carico).

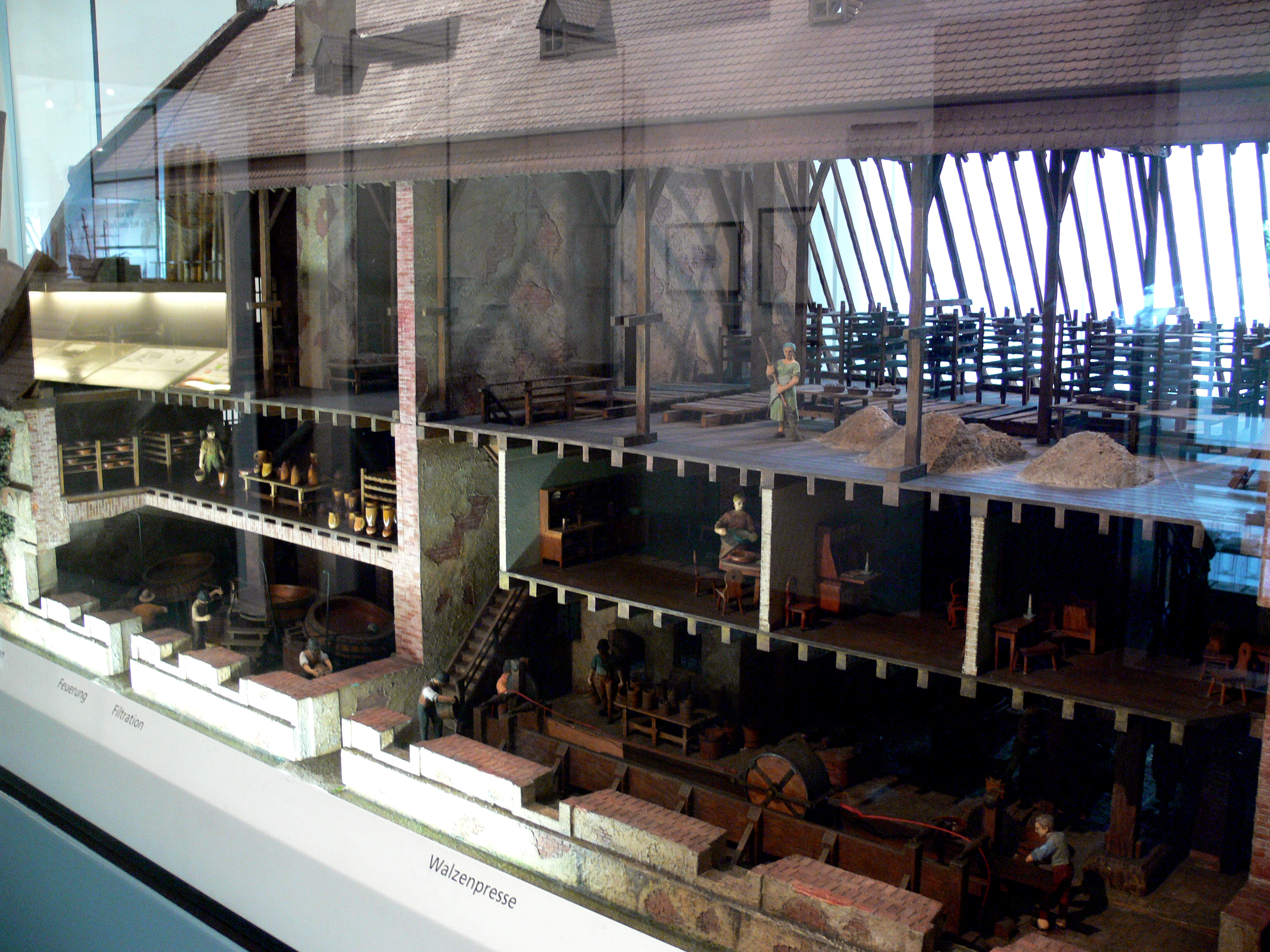
Un modello del primo zuccherificio industriale.

Spinti dalla necessità, gli europei si adoperarono per trovare un'alternativa. Nel 1747 il chimico tedesco Andreas Sigismund Marggraf riuscì a dimostrare la presenza di saccarosio nelle barbabietole, e qualche decennio dopo il suo allievo Franz Karl Achard selezionò alcune varietà di barbabietola a elevato contenuto zuccherino e ideò il processo di estrazione: è a lui che si deve il primo zuccherificio industriale, sorto a Kunern (Slesia) nel 1801.
Per espressa volontà di Napoleone, la produzione di zucchero da bieta fu incoraggiata in tutti i territori sotto il suo controllo e furono aperti altri stabilimenti in Francia, grazie anche ai perfezionamenti apportati dall'imprenditore francese Benjamin Delessert al procedimento di Achard.
Con il Congresso di Vienna e la conseguente fine del blocco continentale, il ritorno dello zucchero di canna provocò un calo dei prezzi, mentre la produzione di quello dalla bieta non aveva ancora potuto raggiungere livelli quantitativi tali da farne scendere il prezzo ad un livello accessibile. Il processo di coltivazione della bieta e di estrazione industriale dello zucchero subì quindi un arresto, stante la minor remuneratività dell'investimento in stabilimenti e in coltivazioni. Tuttavia il processo "sostitutivo" sul mercato europeo, seppur lento, fu inarrestabile, e lo zucchero da bieta cominciò a far concorrenza a quello di canna dalla seconda metà dell'Ottocento. Il fenomeno fu favorito anche dalla graduale abolizione dello schiavismo nei paesi dell'America ove veniva prodotto, che determinò un aumento dei costi di raccolta e lavorazione della canna e quindi anche del prodotto finito.
In Italia negli anni 1980 l'industria zuccheriera, per contrastare la concorrenza crescente dei dolcificanti, fece una massiccia campagna pubblicitaria in cui si collegava l'utilizzo dello zucchero allo sviluppo cerebrale senza alcun fondamento scientifico.

## Proprietà chimiche
Il saccarosio è un glucide disaccaride, cioè un dimero la cui molecola è costituita da due monosaccaridi, il glucosio e il fruttosio, dai quali si può ottenere attraverso la seguente reazione di condensazione:
α-D-glucopiranosio + β-D-fruttofuranosio → saccarosio + acqua
Il legame chimico tra i due saccaridi interessa la funzione aldeidica (C-1) del glucosio e quella chetonica (C-2) del fruttosio, in particolare i rispettivi carboni anomerici dei due monosaccaridi (estremità riducenti), rispettivamente in configurazione 1α–2'β, in modo da formare uno zucchero non riducente.
In natura lo si trova disciolto in soluzione liquida, oppure sotto forma di cristalli solidi. Ha una solubilità in acqua di circa 2000 g/L a 20 °C.

### Reattività

#### Caramellizzazione

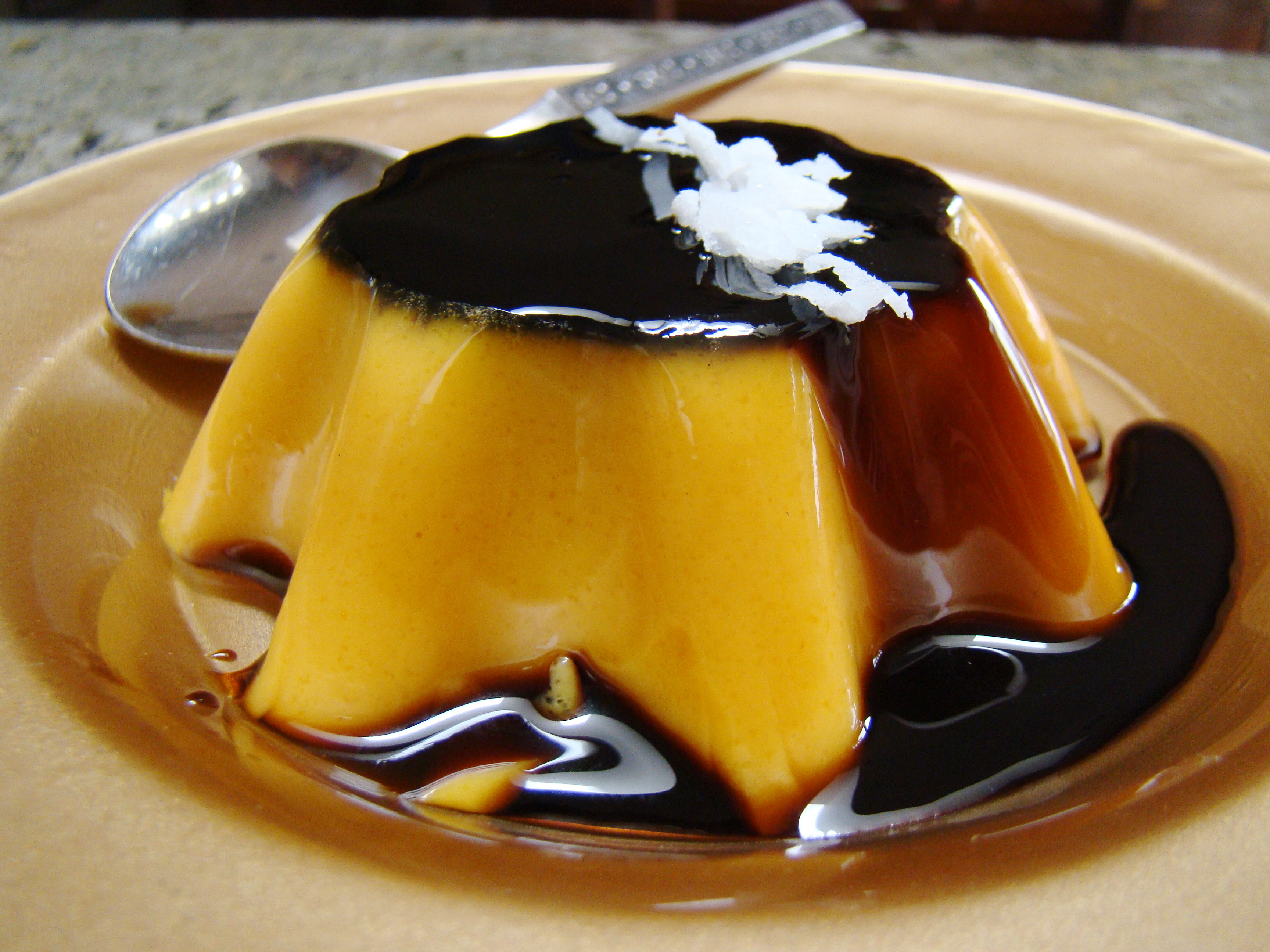
Un dessert guarnito con caramello.

Analogamente agli altri zuccheri, se sottoposto a elevate temperature il saccarosio subisce la cosiddetta "caramellizzazione", che porta alla produzione di sostanze chimiche che conferiscono un colore scuro e un aroma particolare. Il prodotto risultante è il caramello, utilizzato come colorante nell'industria alimentare.
All'aumentare della temperatura, si ha dapprima la fusione dello zucchero sotto forma di liquido viscoso, poi intorno a 160-170 °C si produce il cosiddetto "caramello chiaro"; aumentando ulteriormente la temperatura, intorno a 165-177 °C si forma il "caramello scuro". Oltre 177 °C SI innesca il processo di combustione del caramello, che lo rende amaro e non più adatto all'uso alimentare.
A temperature superiori a 250 °C la combustione dello zucchero avviene velocemente, rilasciando anidride carbonica e idrogeno sotto forma di gas; il residuo solido risultante sarà carbone di zucchero.

#### Inversione del saccarosio
Il saccarosio ha un potere rotatorio per la luce polarizzata di +66,5°, ma l'idrolisi della molecola porta alla formazione di una soluzione 1:1 di glucosio e fruttosio che hanno rispettivamente potere rotatorio pari a +52,7° e −92°. Detta soluzione ha quindi un potere rotatorio di circa −20°. A causa di questo cambiamento di segno, la reazione prende il nome di "inversione" e miscele di glucosio e fruttosio si chiamano "zucchero invertito".

## Presenza in natura
Il saccarosio viene formato dalle piante all'interno del citosol come prodotto intermedio del loro metabolismo, a partire da uridina difosfoglucosio e fruttosio 6-fosfato. Tale processo avviene attraverso tre reazioni catalizzate grazie all'intervento degli enzimi UDP–glucosio pirofosforilasi, sucrosio-fosfato sintasi e sucrosio fosfatasi. È stato stimato che una pianta di canna da zucchero può produrre intorno a 2,14 kg di saccarosio all'ora.
Nella canna da zucchero e nella barbabietola da zucchero il saccarosio è presente in ingenti quantità in quanto viene utilizzato dalla pianta come riserva energetica. La concentrazione è intorno a 7-18% in peso nella canna da zucchero e intorno a 8-22% in peso nella barbabietola da zucchero.
Altre piante dall'elevata percentuale di saccarosio sono la palma da datteri, il mais dolce, il sorgo dolce, l'acero e la palma da cocco.

### Estrazione

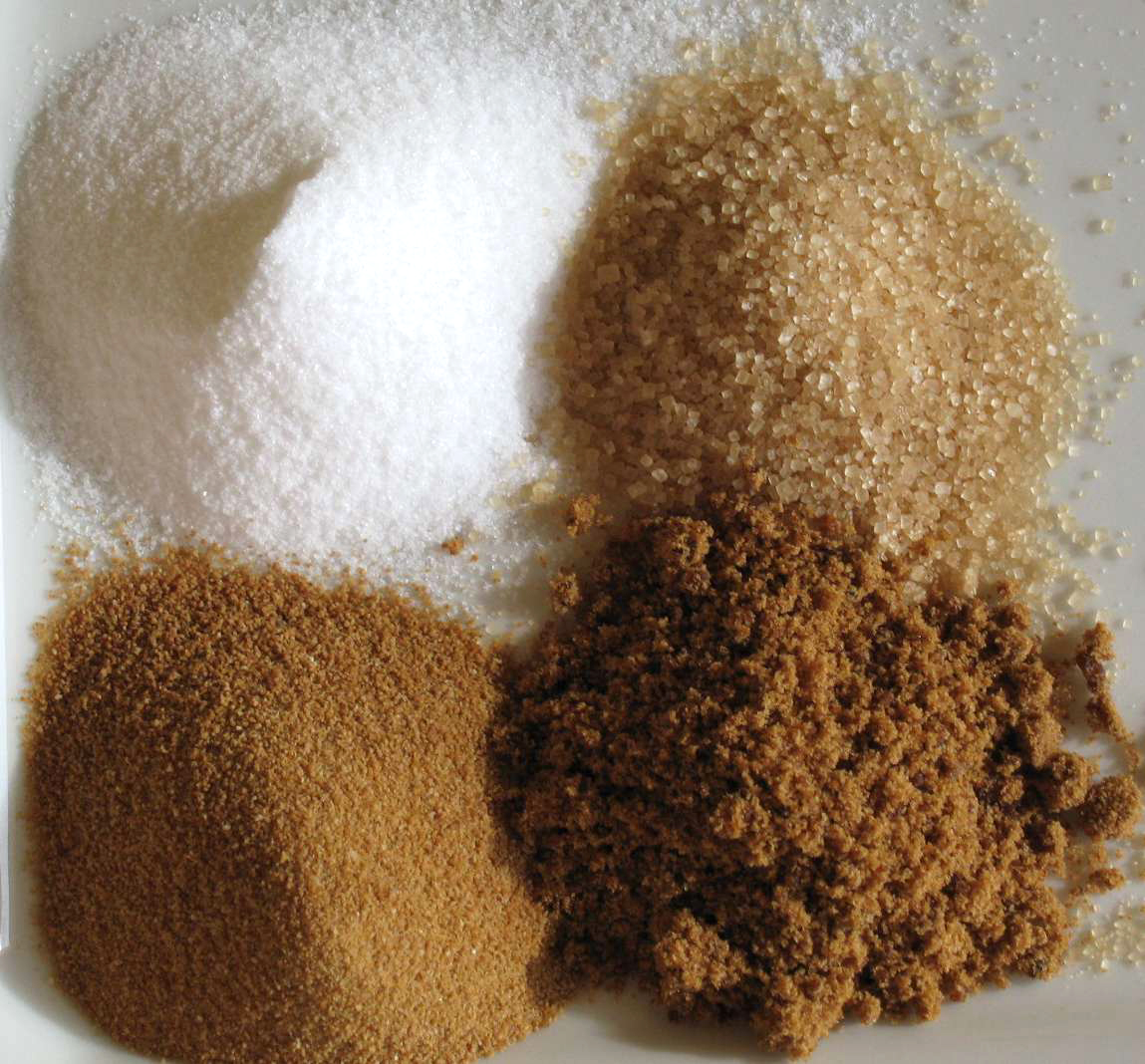
Dall'alto a sinistra, in senso orario: zucchero di canna bianco raffinato, non raffinato, marrone e non lavorato.

A livello industriale lo zucchero viene estratto principalmente dalla barbabietola da zucchero (in Europa) e dalla canna da zucchero (nel resto del mondo). La produzione di zucchero da altre fonti, ad esempio l'acero e la palma da dattero, riveste un ruolo minoritario. Da tali vegetali si estrae il cosiddetto "sugo zuccherino", di colore bruno, ma le modalità di estrazione sono diverse, in quanto sono differenti le parti della pianta usate e le impurità che è necessario allontanare.

#### Dalla canna da zucchero
Raggiunta la maturità della Saccharum officinarum, ne vengono raccolti i soli fusti, lavati e macinati meccanicamente nello zuccherificio industriale. Poi ne viene estratto un liquido, detto "sugo", fluido e di colore bruno-scuro, e quindi immagazzinato. Gli scarti della canna vengono chiamati bagassa e usati come concime o come combustibile organico naturale. Da qualche tempo se ne estrae anche l'alcol per il mercato di biocombustibile per i veicoli (specialmente in Brasile), ma questi processi di estrazione sono ancora molto costosi.

#### Dalla barbabietola da zucchero
Il fittone della barbabietola da zucchero viene raccolto, lavato, selezionato e sminuzzato in piccoli pezzi bislunghi, di circa 4 cm, di colore bruno scuro, detti cossettes o "fettucce". Presso lo zuccherificio subiscono il processo di "diffusione", e cioè vengono posti sotto un flusso torrentizio di acqua intorno ai 70 °C, che estrae la gran parte delle sostanze, compresi gli zuccheri, e genera anche qui il "sugo" di colore bruno-scuro, in seguito purificato per mezzo di calce e anidride carbonica, quindi filtrato, decolorato e concentrato. La massa cotta viene centrifugata e si ottiene lo zucchero grezzo che successivamente viene raffinato e assume un colore bianco. I residui delle biete passate si usano come mangime per animali o fertilizzante per piante.
Il bianco raffinato è la forma più comune di zucchero in Nord America e in Europa. Si ottiene dalla dissoluzione e purificazione dello zucchero grezzo attraverso l'utilizzo di acido fosforico, carbonatazione (processo chimico, naturale o artificiale, per cui una sostanza in presenza di anidride carbonica dà luogo alla formazione di carbonati) che coinvolge idrossido di calcio e anidride carbonica, o con varie strategie di filtrazione. Viene ulteriormente purificato per filtrazione attraverso un letto di carbone attivo o carbone animale osseo.

## Tipi di zucchero
Esistono in commercio vari tipi di zucchero:
- zucchero agglomerato: quando è ancora umido, gli viene dato la forma a zolletta ed essiccato;
- zuccheri macinati e setacciati: lo zucchero uscito dalla raffinazione viene macinato e setacciato; la parte più grossolana è lo zucchero semolato, quella più fine viene ulteriormente macinata e diventa zucchero a velo;
- zuccheri speciali: ne fanno parte gli sciroppi (soluzioni acquose al 70%), lo zucchero candito (zucchero in cristalli di 1–2 cm) e lo zucchero istantaneo (zucchero molto solubile ottenuto portando a secchezza uno sciroppo di elevata purezza).

In relazione al tipo di materia prima utilizzata per la produzione, si hanno i seguenti tipi di zucchero:
- zucchero di canna
- zucchero di barbabietola
- zucchero d'uva
- zucchero d'acero
- zucchero di palma
- zucchero di cocco

Inoltre esistono diversi tipi di zucchero non raffinato, quali ad esempio il jaggery e lo zucchero muscovado.

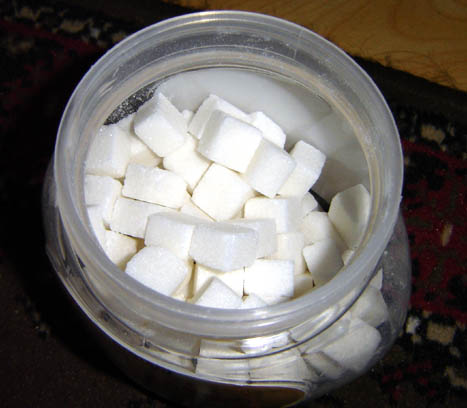
Zucchero raffinato in zollette.
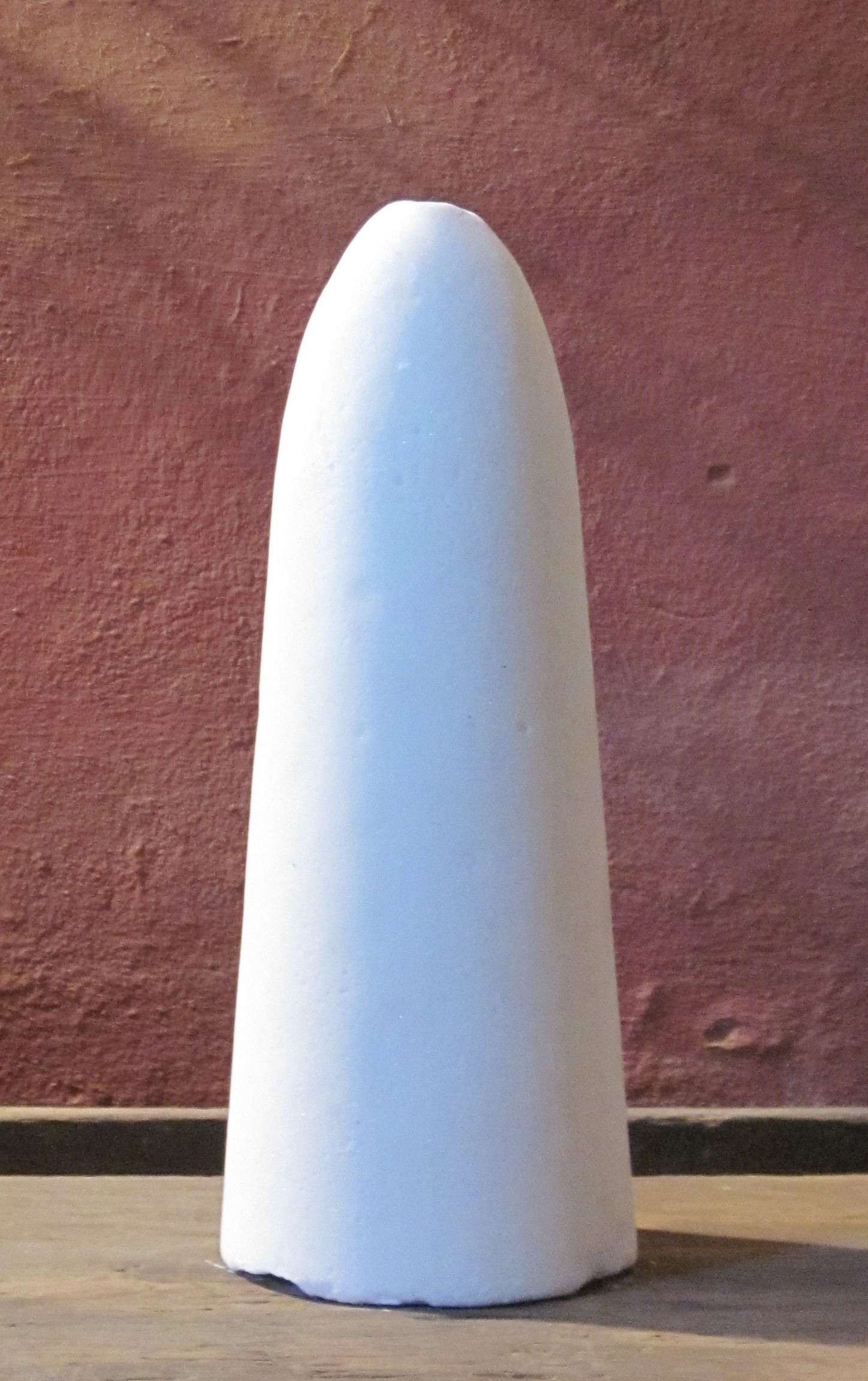
Pan di zucchero.
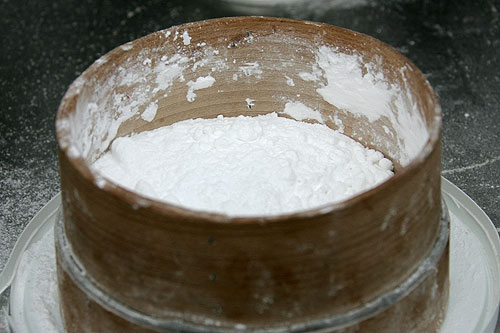
Zucchero a velo.
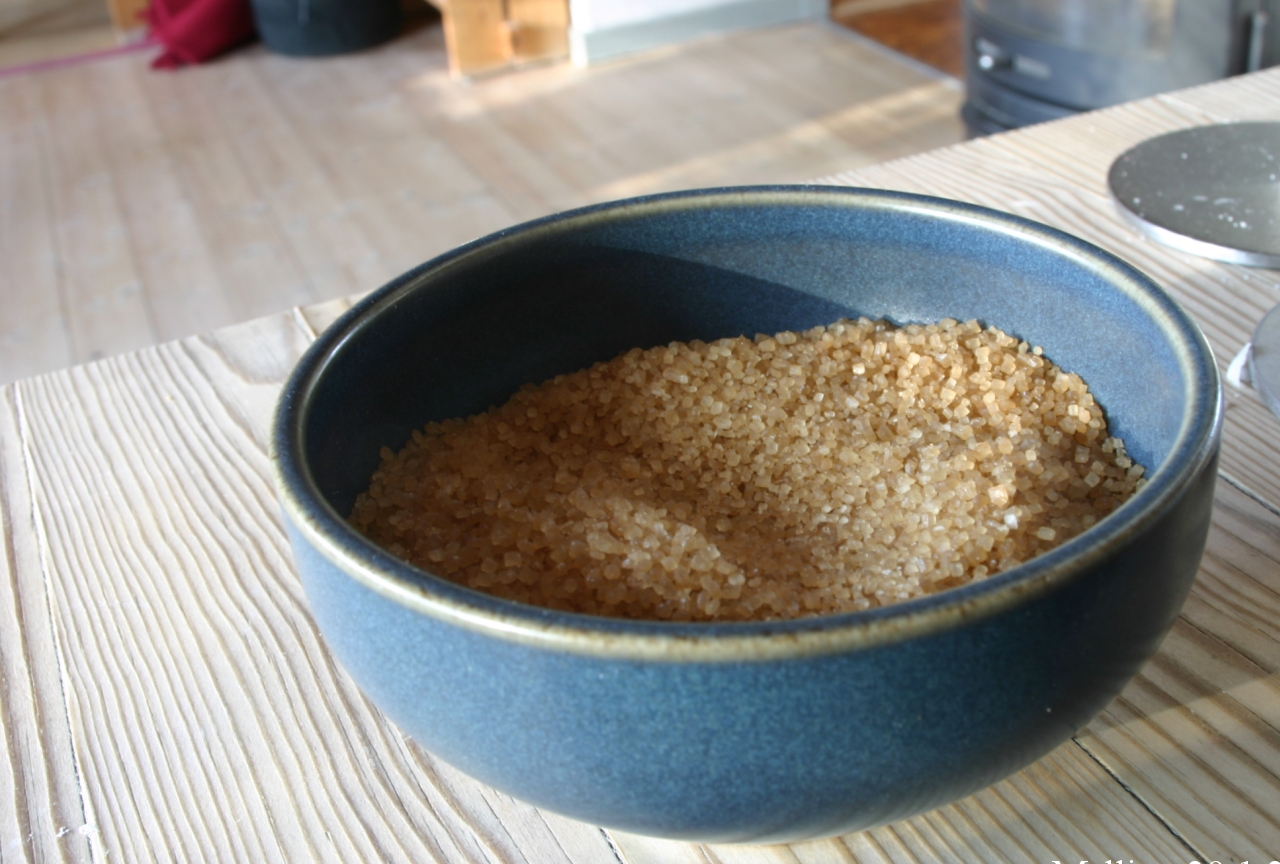
Zucchero di canna.
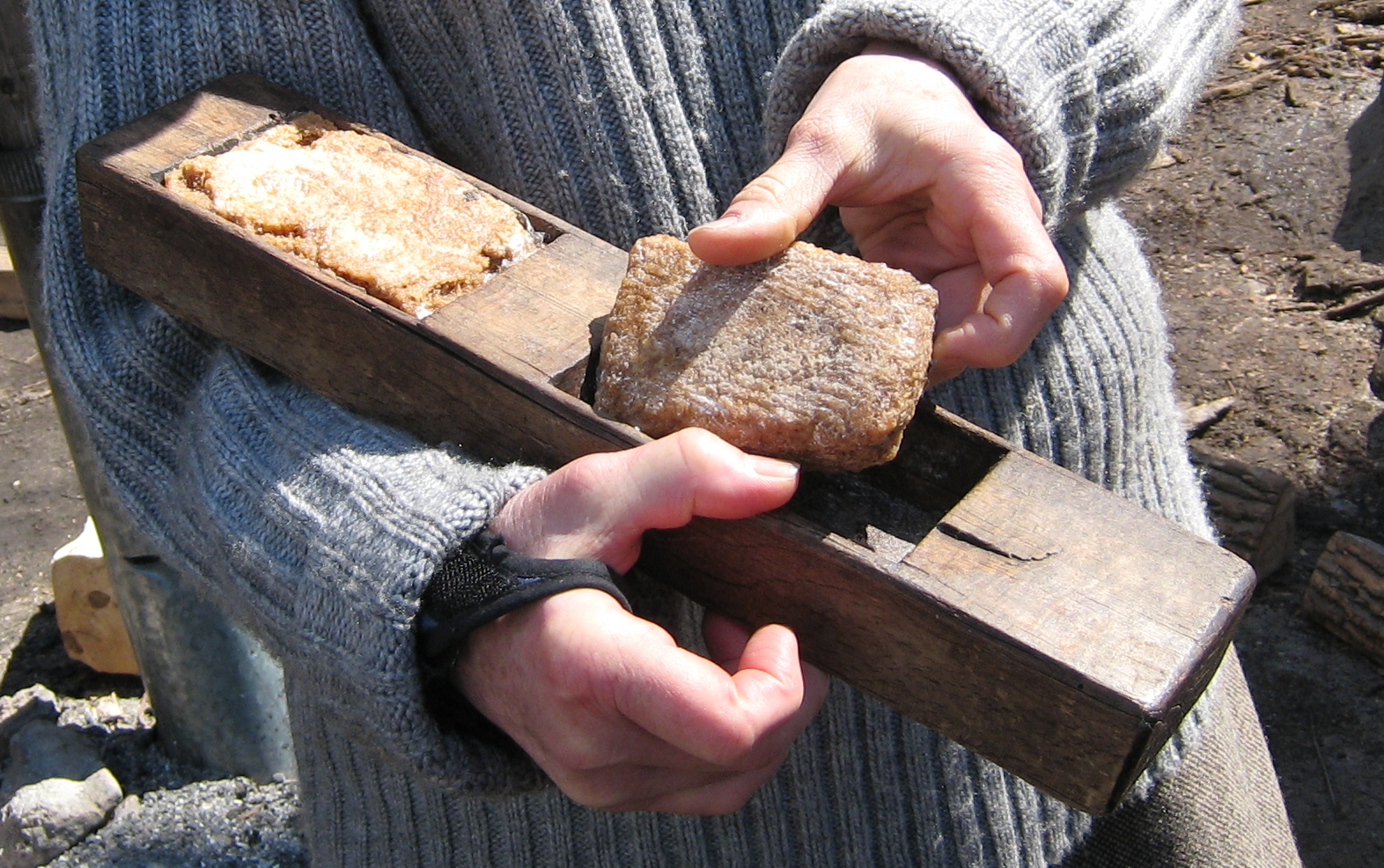
Zucchero d'acero.
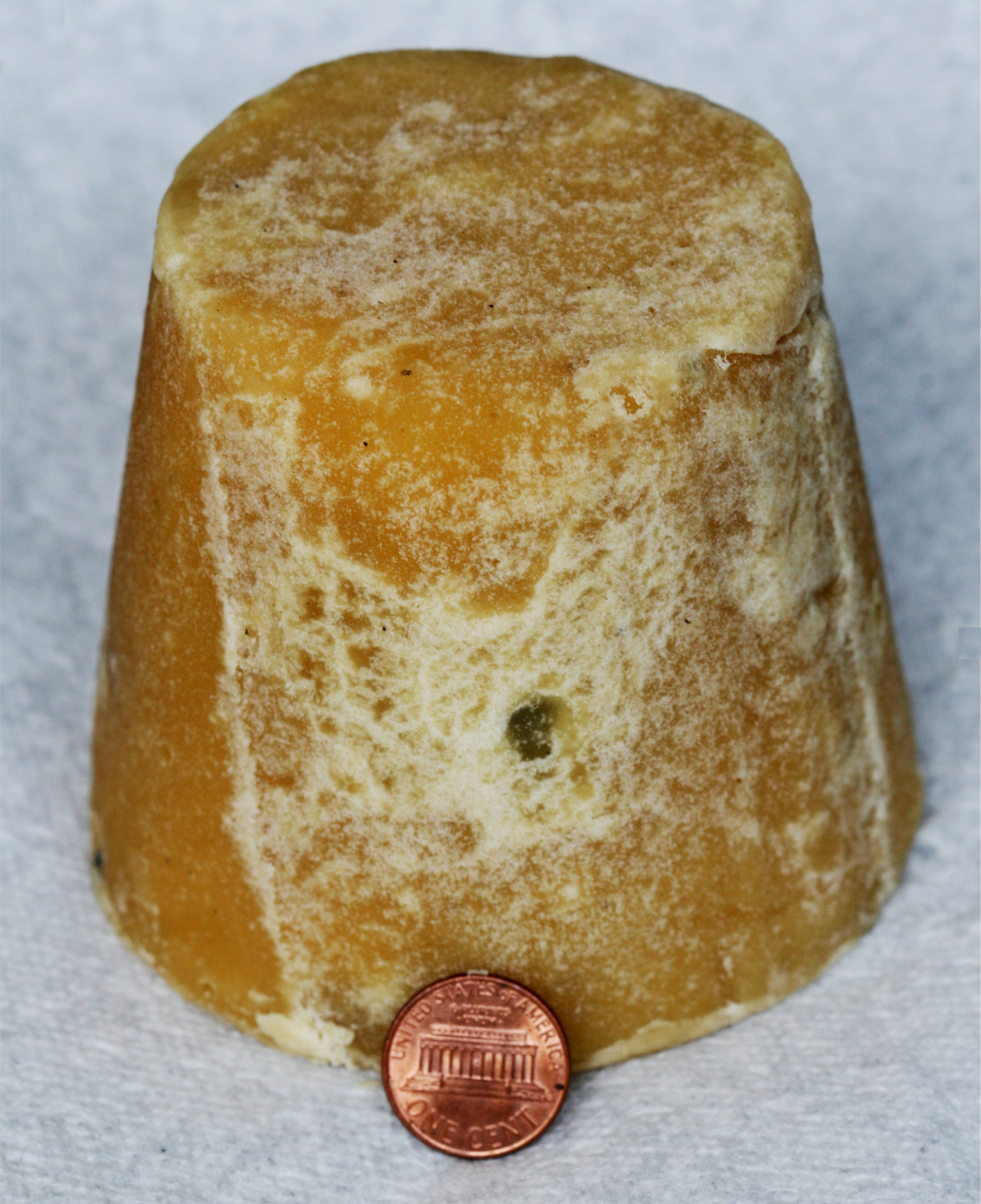
Jaggery.

## Economia

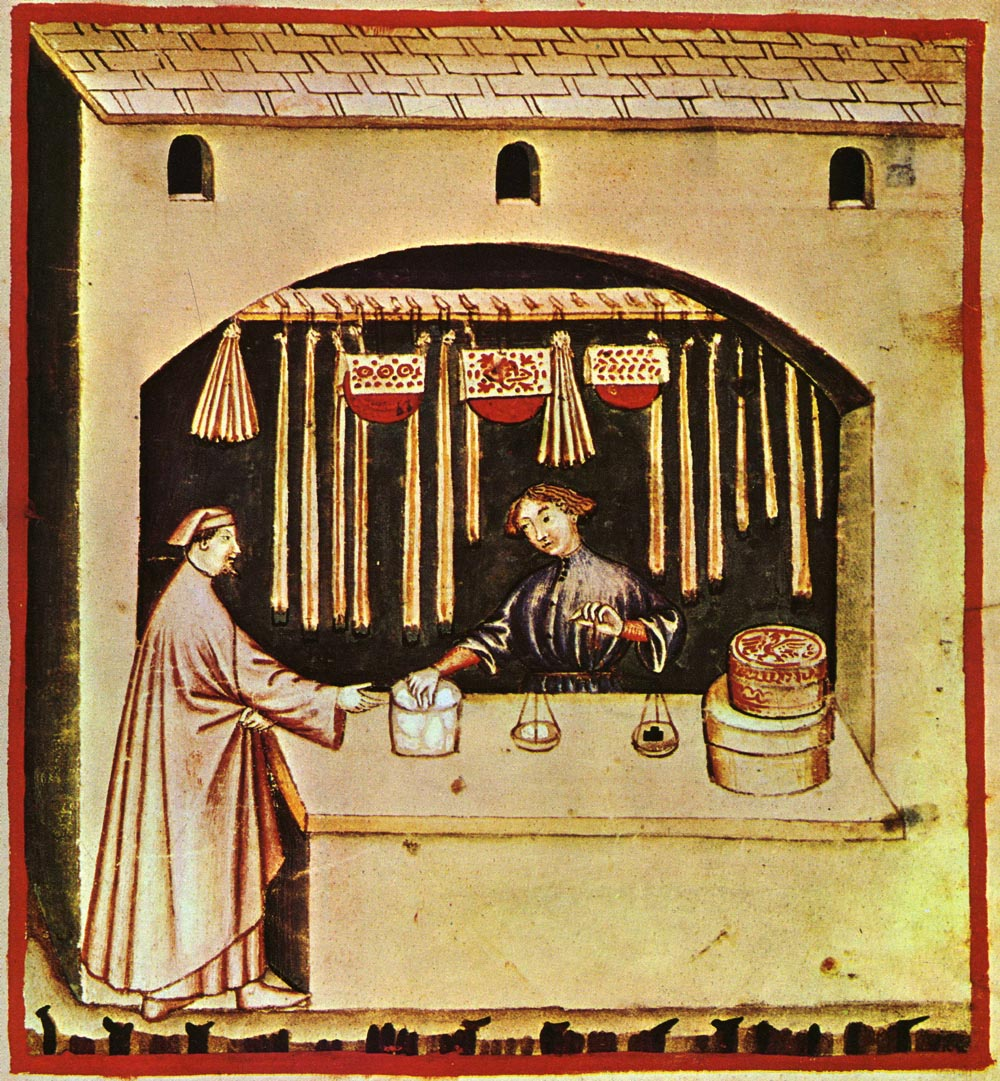
Vendita di zucchero, Tacuinum sanitatis casanatensis (XIV secolo).

Secondo i dati al 2005 del Dipartimento dell'agricoltura degli USA, i principali produttori sono:
- per lo zucchero di barbabietola l'Europa Occidentale (21,6 milioni di tonnellate), gli Stati Uniti d'America (4,0), la Russia (2,5) e l'Ucraina (1,85);
- per lo zucchero di canna il Brasile (27,1 milioni di tonnellate), l'India (20,3), la Cina (8,7), il Messico (5,6), l'Australia (5,3) e la Thailandia (4,8). L'Europa produce solo 288 000 tonnellate di zucchero di canna, gli Stati Uniti 2,8 milioni di tonnellate.

Significativo l'exploit del Brasile, che è passato da un tasso medio annuo di aumento della produzione del 2,23% (1960-1990) all'8,1% (1990-2006).
Il commercio internazionale è piuttosto sviluppato: il totale di importazioni ed esportazioni è pari quasi al 65% della produzione. I principali esportatori sono il Brasile (17 milioni di tonnellate), l'Europa (7,2), l'Australia (4,3) e la Thailandia (2,9). Gli Stati Uniti, che importano 2,8 milioni di tonnellate, ne esportano solo 159 000.
Nel 2002 si è aperta una vertenza internazionale sullo zucchero. L'Australia, il Brasile e la Thailandia hanno contestato presso l'Organizzazione Mondiale del Commercio il sostegno accordato dall'Europa ai produttori nazionali, che consente loro di vendere a prezzi inferiori ai costi di produzione. L'OMC ha riconosciuto la fondatezza delle accuse, ma le trattative per addivenire a una soluzione sono ancora in corso.
Tra il 2001 e il 2018 il consumo mondiale è passato da 123,454 milioni a 172,441 milioni di tonnellate, con la crescita media annua del 2,01%.

### Mercato dello zucchero
Il Sugar No. 11 è il contratto futures con cui si scambia lo zucchero sui mercati finanziari ed è regolamentato dallo standard internazionale della Intercontinental Exchange (ICE).

#### Fattori
Il prezzo dello zucchero è influenzato dai seguenti fattori:
- Offerta globale: il fattore chiave dei prezzi è la produzione globale. Il ciclo tipico per la canna da zucchero dura dai 12 ai 18 mesi, durante i quali gli agricoltori devono preparare il terreno, seminare, irrigare e raccogliere il prodotto. Quando si aspettano un clima di domanda favorevole, piantano di più; quando si aspettano una domanda debole, di meno. Quando la domanda supera l'offerta o quando quest'ultima manca, i prezzi reagiscono di conseguenza.
- Domanda globale: una componente importante della domanda globale è la correlazione tra ricchezza e consumo di zucchero. Poiché lo zucchero è considerato più un lusso che una necessità, le economie più ricche hanno generalmente un consumo maggiore rispetto a quelle povere. Le economie emergenti in Asia e Sud America sono i consumatori di zucchero in più rapida crescita, quindi la forza continua di queste economie è positiva per i prezzi, mentre un crollo del mercato emergente potrebbe deprimere i prezzi.
- Valore del real brasiliano: il Brasile produce ed esporta una percentuale così grande del raccolto annuale di zucchero che le fluttuazioni della sua valuta, il real, possono avere un impatto importante sui prezzi dello zucchero. Quando il real è debole, gli agricoltori brasiliani hanno un incentivo a produrre più zucchero per l'esportazione in paesi con valute forti e maggiore potere d'acquisto. Quando è forte, è più probabile che gli agricoltori brasiliani vendano nel mercato locale, dove lo zucchero si usa per produrre etanolo, e ricevano real per il loro zucchero. Un real debole significa maggiore offerta sui mercati globali e prezzi più bassi.
- Sussidi governativi: l'industria dello zucchero ha una lunga storia di sussidi governativi e tariffe per proteggere i produttori locali che distorcono il mercato creando un'offerta artificialmente alta e abbassando i prezzi. Se i maggiori paesi produttori di zucchero smettessero di sovvenzionare i coltivatori, la produzione potrebbe diminuire e i prezzi potrebbero aumentare.
- Clima: la produzione di zucchero di successo richiede condizioni senza gelo e abbondanti piogge durante la stagione di crescita. Poiché la produzione è fortemente concentrata in una manciata di paesi, le cattive condizioni meteorologiche in uno o più di essi possono avere un effetto molto negativo sull'offerta.
- Salute: il consumo di zucchero è stato collegato a diabete, obesità, malattie cardiache, carie e altri disturbi. I governi devono affrontare gli alti tassi di obesità, e questo potrebbe portare a tasse e restrizioni sui prodotti ad alto contenuto di zucchero. Le preoccupazioni per la salute potrebbero portare a un calo del consumo di zucchero e quindi dei prezzi.
- Richiesta di etanolo: con lo zucchero si può produrre etanolo. Poiché l'etanolo compete con la benzina come fonte di carburante, la relativa domanda spesso si muove inversamente ai prezzi del petrolio e della benzina. Un calo dei prezzi del petrolio potrebbe deprimere la domanda di zucchero per l'etanolo, e viceversa.
- Dollaro statunitense: lo zucchero, come altre materie prime, è quotato in dollari USA. I venditori ricevono meno dollari per il loro prodotto quando la valuta statunitense è forte e più dollari quando la valuta è debole. Un dollaro USA forte deprime i prezzi dello zucchero, mentre un dollaro USA debole li fa alzare.

## Usi alimentari

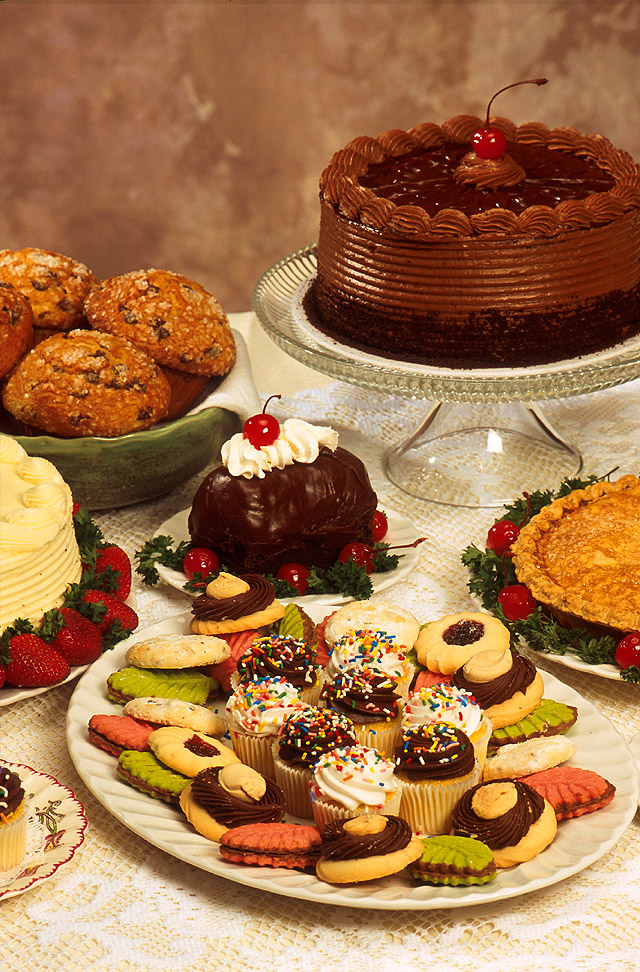
Esempi di alimenti ricchi di zucchero.

Il saccarosio è usato principalmente nell'alimentazione, aggiunto a cibi e bevande in percentuali più o meno considerevoli; è immediatamente assimilabile e apporta circa 17 kJ (4 chilocalorie) per grammo.

### Effetti sull'organismo
Un consumo eccessivo di zucchero è considerato dall'OMS tra le probabili cause di varie patologie, le principali delle quali l'iperglicemia, l'obesità, danni cardiovascolari in genere, diabete e carie dentaria.
La stessa organizzazione consiglia pertanto di non aggiungere lo zucchero ai cibi che già contengono altri zuccheri e carboidrati: pane, frutta, pasta e latte ne hanno già quantità sufficiente per il fabbisogno umano. Un eccesso nell'organismo di zuccheri non immediatamente utilizzati come fonte di energia ne provoca la conversione in glicogeno, il quale viene depositato nelle cellule dei muscoli scheletrici e del fegato per poter essere ritrasformato, quando necessario, in glucosio.
In alcuni soggetti è presente un'intolleranza al saccarosio, causata principalmente dalla carenza dell'enzima invertasi (o saccarasi), che facilita la scissione del saccarosio in glucosio e fruttosio. Per diagnosticarla occorrono esami specifici. Tuttavia l'intolleranza ai glucidi più comune è quella al lattosio, mentre le altre sono in genere legate al normale invecchiamento.
Diversi studi hanno confermato che lo zucchero non provoca disturbi o alterazioni nel comportamento dei bambini, come ad esempio l'iperattività.

### Alternative al saccarosio
Vi sono diverse alternative al saccarosio come dolcificante, sia naturali sia di sintesi; la principale è il miele; per sostituire 100 g di zucchero sono necessari 80 g di miele.
Tra i dolcificanti naturali vi sono i datteri, la stevia e l'agave; l'equivalente a 100 g di zucchero sarebbe rispettivamente 120 g, 40 g o 75 g. A seconda dell'aroma che si sceglie, il sapore del composto assumerà caratteristiche diverse: la stevia, infatti, ha un retrogusto di liquirizia e un altissimo potere dolcificante; quest'ultima è una caratteristica in comune con l'agave che però mantiene un restrogusto neutro, risultando più versatile poiché non modifica eccessivamente i sapori.
Una valida alternativa allo zucchero è lo sciroppo d'acero: ne bastano 80 g al posto di 100 g di zucchero per conferire la stessa dolcezza del composto.
I dolcificanti di sintesi sono l'eritritolo, lo xilitolo, il sorbitolo, il sucralosio, l'acesulfame e l'aspartame. L'eritritolo è molto simile allo zucchero e può essere adoperato in qualsiasi preparazione dolce (100 g di zucchero si possono sostituire con 130 g di eritritolo).